# Россия на летних юношеских Олимпийских играх 2010

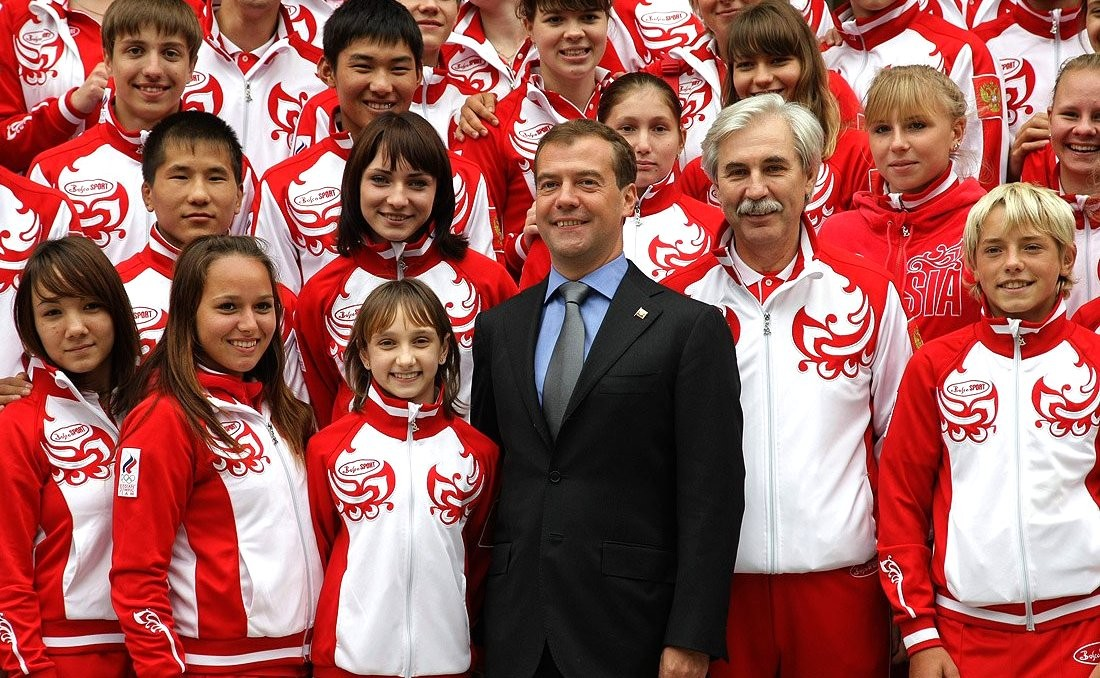
Президент России Дмитрий Медведев с медалистами Игр

## Россия на летних юношеских Олимпийских играх 2010
Знаменосец на открытии ЮОИ: Игорь Калашников. На Юношеских ОИ в церемонии открытия участвовала не вся сборная, а лишь знаменосец. Подобное нововведение касалось не только России, но и всех стран-участниц ЮОИ в городе Сингапуре.
Россия на Летних юношеских Олимпийских играх 2010 года смогла выставить, согласно квотам, 70 спортсменов в 20 видах спорта, хотя всего было завоевано 96 лицензий. В состав российской делегации в Сингапуре вошли 96 спортсменов и 34 официальных лица.
В восьми дисциплинах из 29 российские атлеты не приняли участие. Не завоевали олимпийские лицензии в конном спорте и хоккее на траве. Не участвовали в футбольном турнире, поскольку ФИФА приняла решение сделать турнир для команд, никогда не игравших на высоком уровне. Кроме того, в ходе жесткого внутреннего отбора исполком ОКР определил поименно 70 спортсменов, которые поедут на Летние юношеские Олимпийские игры 2010. Поэтому появились виды спорта, где Россия не представлена. Среди них бадминтон, прыжки в воду, прыжки на батуте, триатлон, велоспорт.

## Награды

### Золото
| Медаль | Спортсмен                                                            | Вид спорта                | Дисциплина |
| ------ | -------------------------------------------------------------------- | ------------------------- | --- |
| Золото | Руслан Аджигов                                                       | Борьба                    | Юноши, греко-римская, до 85 кг |
| Золото | Алдар Бальжинимаев                                                   | Борьба                    | Юноши, вольная борьба, до 46 кг |
| Золото | Азаматби Пшнатлов                                                    | Борьба                    | Юноши, вольная борьба, до 63 кг |
| Золото | Анастасия Валуева                                                    | Тхэквондо                 | Девушки, до 48 кг |
| Золото | Артем Окулов                                                         | Тяжёлая атлетика          | Юноши, до 77 кг |
| Золото | Ольга Зубова                                                         | Тяжёлая атлетика          | Девушки, свыше 63 кг |
| Золото | Яна Егорян                                                           | Фехтование                | Девушки, Сабля |
| Золото | Яна Егорян                                                           | Фехтование                | Командные соревнования в составе команды Европа-1 (Италия — Марко Фичера, Камилла Манчини, Леонардо Аффеде, Альберта Сантуччио, Эдуардо Лупери / Россия — Яна Егорян |
| Золото | Андрей Ушаков                                                        | Плавание                  | Юноши, 200 м кролем |
| Золото | Андрей Ушаков, Алексей Ацапкин, Илья Лемаев, Антон Лобанов           | Плавание                  | Юноши, эстафета 4 по 100 вольным стилем |
| Золото | Виктория Комова                                                      | Спортивная гимнастика     | Девушки, многоборье |
| Золото | Виктория Комова                                                      | Спортивная гимнастика     | Девушки, опорный прыжок |
| Золото | Виктория Комова                                                      | Спортивная гимнастика     | Девушки, разновысокие брусья |
| Золото | Дарья Гаврилова                                                      | Теннис                    | Девушки, одиночный турнир |
| Золото | Екатерина Блёскина                                                   | Лёгкая атлетика           | Девушки, бег на 100 метров с барьерами |
| Золото | Наталья Тронева                                                      | Лёгкая атлетика           | Девушки, толкание ядра |
| Золото | Мария Кучина                                                         | Лёгкая атлетика           | Девушки, прыжки в высоту |
| Золото | Илья Шугаров                                                         | Современное пятиборье     | Смешанная эстафета в составе:Анастасия Спас/Илья Шугаров (Украина/Россия)                                                                                            |
| Золото | Александра Меркулова                                                 | Художественная гимнастика | Девушки, личное многоборье |
| Золото | Ксения Дудкина, Ольга Ильина, Каролина Севастьянова, Алина Макаренко | Художественная гимнастика | Девушки, командное многоборье |

### Серебро
| Медаль  | Спортсмен | Вид спорта            | Дисциплина |
| ------- | --- | --------------------- | --- |
| Серебро | Кристина Кочеткова | Плавание              | Девушки, комплексное плавание на 200 м |
| Серебро | Антон Лобанов | Плавание              | Юноши, 100 м брассом |
| Серебро | Антон Лобанов | Плавание              | Юноши, 200 м брассом |
| Серебро | Александра Папуша, Ольга Детенюк, Кристина Кочеткова, Екатерина Андреева | Плавание              | Девушки, комбинированная эстафета 4х100 м |
| Серебро | Александра Папуша, Антон Лобанов, Кристина Кочеткова, Андрей Ушаков | Плавание              | Смешанная комбинированная эстафета 4х100 м |
| Серебро | Виктория Алексеева | Фехтование            | Девушки, рапира |
| Серебро | Виктория Алексеева | Фехтование            | Девушки, в составе команды Европа-2 (Командные соревнования. Германия — Аня Муш, Николаус Бодочи, Ричард Хуберс / Россия — Виктория Алексеева / Польша — Мартина Сватовска / Турция — Тевфик Бабаоглу.)                                          |
| Серебро | Диана Ахметова | Тяжёлая атлетика      | Девушки, до 63 кг |
| Серебро | Алексей Косов | Тяжёлая атлетика      | Юноши, до 85 кг |
| Серебро | Алиасхаб Сиражов | Тхэквондо             | Юноши, до 73 кг |
| Серебро | Виктор Балуда, Михаил Бирюков | Теннис                | Юноши, парный разряд |
| Серебро | Хасан Халмурзаев | Дзюдо                 | Юноши, до 81 кг |
| Серебро | Анна Дмитриева | Дзюдо                 | Девушки, до 52 кг |
| Серебро | Анна Дмитриева | Дзюдо                 | Командные соревнования в составе команды Белград: Германия – Мариус Пипке, Туркменистан - Жанет Гелдыбаева, Монголия – Дулгун Отгонбаяр, Мальта – Джереми Сауэлл, Бельгия – Лола Мансур, Сенегал – Бабакар Сиссе, Новая Зеландия – Хэйли Бакстер |
| Серебро | Илья Шугаров | Современное пятиборье | Юноши |
| Серебро | Никита Углов | Лёгкая атлетика       | Комбинированная эстафета в составе команды Европы:Дэвид Боларинва ( Великобритания ), Томаш Клучинский ( Польша ), Марко Лоренци ( Италия ) |
| Серебро | Наталья Анисимова, Дарья Вахтерова, Вероника Гаранина, Надежда Пастух, Виктория Дивак, Оксана Кондрашина, Оксана Коробкова, Ксения Милова, Наталия Даньшина, Ирина Загайнова, Надежда Королёва, Екатерина Чернобровина, Тамара Чопикян, Анна Шукалова | Гандбол               | Девушки |

### Бронза
| Медаль | Спортсмен | Вид спорта            | Дисциплина                                                                                   |
| ------ | --- | --------------------- | -------------------------------------------------------------------------------------------- |
| Бронза | Артур Сулейманов | Греко-римская борьба  | Юноши, до 58 кг                                                                              |
| Бронза | Светлана Липатова | Борьба                | Девушки, до 60 кг                                                                            |
| Бронза | Александра Папуша | Плавание              | Девушки, 100 м на спине                                                                      |
| Бронза | Александра Папуша | Плавание              | Девушки, 50 м на спине                                                                       |
| Бронза | Надежда Леонтьева | Лёгкая атлетика       | Девушки, ходьба 5000 метров                                                                  |
| Бронза | Даниил Казачков | Спортивная гимнастика | Юноши, упражнение на коне                                                                    |
| Бронза | Виктория Комова | Спортивная гимнастика | Девушки, вольные упражнения                                                                  |
| Бронза | Татьяна Сегина | Стрельба из лука      | Девушки                                                                                      |
| Бронза | Болот Цыбжитов | Стрельба из лука      | Юноши                                                                                        |
| Бронза | Павел Паршин | Лёгкая атлетика       | Юноши, с/ходьба 10000 метров                                                                 |
| Бронза | Гульназ Губайдуллина | Современное пятиборье | Смешанная эстафета. Состав команды: Гульназ Губайдуллина /Лукас Контримавичус (Россия/Литва) |
| Бронза | Владимир Манеров, Илья Никитин, Богдан Гливенко, Валентин Голубев, Иван Комаров, Максим Куликов, Филипп Мокиевский, Константин Осипов, Алексей Тертышников, Александр Щурин, Вадим Золотухин, Дмитрий Солодилин | Волейбол              | Юноши                                                                                        |